# سيتمانا فالنسيا 2022
سيتمانا فالنسيا 2022 هو سباق دراجات هوائية، وهو الموسم السادس من سيتمانا فالنسيا ‏، وأقيم خلال الفترة من 17 فبراير 2022، وحتى 20 فبراير 2022 ضمن سباقات سباق الدراجات على الطريق للسيدات 2022، وشارك فيه 168 متسابقاً ووصل إلى نهايته 123 متسابقاً.
فاز بالمركز الأول أنيميك فان فليوتن، وبالمركز الثاني سيسيلي أوتوب لودفيغ، وبالمركز الثالث مارتا كافالي، وفاز Karlijn Swinkels ‏ في ترتيب النقاط، وكان الفائز حسب النقاط للشباب Silvia Zanardi ‏، وكان الفائز في تصنيف الجبال إيريكا ماجندي.

## الفرق
| فرق سيدات عالمية (13)- Liv AlUla Jayco ‏ - كانيون–إس آر إيه إم ريسينغ 2022 ‏ - EF Education–Tibco–SVB ‏ - FDJ–Suez ‏ - رالي سايكلنج 2022 ‏ - جامبو فيسما للسيدات 2022 ‏ - ليف ريسينغ 2022 ‏ - موفيستار للسيدات 2022 ‏ - فريق رولان كوجياس إديلويس 2022 ‏ - Lidl–Trek (women's team) ‏ - فريق سنويب للسيدات 2022 ‏ - يو أي أيه تيم 2022 ‏ - فريق أونو إكس برو للدراجات للسيدات 2022 ‏ فرق دراجات قارية سيدات (12)- بيبينك 2022 ‏ - بنجوال شوفالمير-فان إيك سبورت 2022 ‏ - بيزكايا دورانجو 2022 ‏ - Ceratizit Pro Cycling ‏ - كامز باسو 2022 ‏ - Cofidis Women Team ‏ - انيكات-آر بي إتش 2022 ‏ - فرتو-بي تي سي 2022 ‏ - لابورال كوتكسا-فونداسيون يوسكادي 2022 ‏ - ماسي تكتيك 2022 ‏ - سوبيلا 2022 ‏ - فالكار ترافل سيرفس 2022 ‏ |  |
| |  |

## المراحل
| قائمة المراحل | قائمة المراحل | قائمة المراحل                      | قائمة المراحل | قائمة المراحل | قائمة المراحل     | قائمة المراحل     |
| المرحلة       | التاريخ       | الدورة                             |               | المسافة (كم)  | الفائز بالمرحلة   | القائد العام      |
| ------------- | ------------- | ---------------------------------- | ------------- | ------------- | ----------------- | ----------------- |
| مرحلة 1       | 17 فبراير     | Tavernes de la Valldigna ‏ – غانديا | مرحلة جبلية   | 114           | إليسا بالسامو     | إليسا بالسامو     |
| مرحلة 2       | 18 فبراير     | ألتيا – كوكينتاينا                 | مرحلة جبلية   | 117           | Ellen van Dijk    | ثريا بالادين      |
| مرحلة 3       | 19 فبراير     | فياريال – فيستابيلا ديل مايسترازغو | مرحلة جبلية   | 135           | أنيميك فان فليوتن | أنيميك فان فليوتن |
| مرحلة 4       | 20 فبراير     | ساغونتو – بلنسية                   | مرحلة جبلية   | 118           | مارتا باستيانيلي  | أنيميك فان فليوتن |

## النتيجة

### مرحلة 1
هي مرحلة جبلية، أقيمت في 17 فبراير 2022، وامتدّت لمسافة 114 كيلومتر. فاز بالمرحلة إليسا بالسامو، وكان متصدر الترتيب العام في نهاية المرحلة إليسا بالسامو، وكان المتصدر حسب ترتيب النقاط إيريكا ماجندي، وكان المتصدر في ترتيب التسلق إيريكا ماجندي، وتصدر ترتيب النقاط للشباب Silvia Zanardi ‏، وكان متصدر ترتيب الفرق كانيون–إس آر إيه إم ريسينغ 2022 ‏.
| التصنيف العام | التصنيف العام        | التصنيف العام | التصنيف العام             | التصنيف العام |  |
| العداء        | العداء               | البلد         | الفريق                    | الوقت         |  |
| ------------- | -------------------- | ------------- | ------------------------- | ------------- |  |
| 1             | إليسا بالسامو        | إيطاليا       | Lidl–Trek (women's team) ‏ | 3 س 00 د 20 ث |  |
| 2             | Ruby Roseman-Gannon ‏ | أستراليا      | Liv AlUla Jayco ‏          | + 4 ث         |  |
| 3             | أنوسكا كوستر         | هولندا        | جامبو فيسما للسيدات ‏      | + 6 ث         |  |
| 4             | Alexandra Manly ‏     | أستراليا      | Liv AlUla Jayco ‏          | + 10 ث        |  |
| 5             | إليسا ونغو بورغيني   | إيطاليا       | Lidl–Trek (women's team) ‏ | + 10 ث        |  |
| 6             | ثريا بالادين         | إيطاليا       | كانيون–إس آر إيه إم ‏      | + 10 ث        |  |
| 7             | Karlijn Swinkels ‏    | هولندا        | جامبو فيسما للسيدات ‏      | + 10 ث        |  |
| 8             | Silvia Zanardi ‏      | إيطاليا       | بيبينك ‏                   | + 10 ث        |  |
| 9             | غريس براون           | أستراليا      | FDJ–Suez ‏                 | + 10 ث        |  |
| 10            | سيسيلي أوتوب لودفيغ  | الدنمارك      | FDJ–Suez ‏                 | + 10 ث        |  |

### مرحلة 2
هي مرحلة جبلية، أقيمت في 18 فبراير 2022، وامتدّت لمسافة 117 كيلومتر. فاز بالمرحلة إيلين فان دايك، وكان متصدر الترتيب العام في نهاية المرحلة ثريا بالادين، وكان المتصدر حسب ترتيب النقاط كاتارزينا نيفيادوما، وكان المتصدر في ترتيب التسلق إيريكا ماجندي، وتصدر ترتيب النقاط للشباب Silvia Zanardi ‏، وكان متصدر ترتيب الفرق كانيون–إس آر إيه إم ريسينغ 2022 ‏.
| التصنيف العام | التصنيف العام        | التصنيف العام | التصنيف العام             | التصنيف العام |  |
| العداء        | العداء               | البلد         | الفريق                    | الوقت         |  |
| ------------- | -------------------- | ------------- | ------------------------- | ------------- |  |
| 1             | ثريا بالادين         | إيطاليا       | كانيون–إس آر إيه إم ‏      | 6 س 21 د 11 ث |  |
| 2             | Ellen van Dijk       | هولندا        | Lidl–Trek (women's team) ‏ | + 2 ث         |  |
| 3             | Katarzyna Niewiadoma | بولندا        | كانيون–إس آر إيه إم ‏      | + 6 ث         |  |
| 4             | Silvia Zanardi ‏      | إيطاليا       | بيبينك ‏                   | + 9 ث         |  |
| 5             | إليسا ونغو بورغيني   | إيطاليا       | Lidl–Trek (women's team) ‏ | + 9 ث         |  |
| 6             | سيسيلي أوتوب لودفيغ  | الدنمارك      | FDJ–Suez ‏                 | + 9 ث         |  |
| 7             | غريس براون           | أستراليا      | FDJ–Suez ‏                 | + 9 ث         |  |
| 8             | Alexandra Manly ‏     | أستراليا      | Liv AlUla Jayco ‏          | + 9 ث         |  |
| 9             | Elise Chabbey ‏       | سويسرا        | كانيون–إس آر إيه إم ‏      | + 9 ث         |  |
| 10            | جولييت لابوس         | فرنسا         | فريق سنويب للسيدات ‏       | + 14 ث        |  |

### مرحلة 3
هي مرحلة جبلية، أقيمت في 19 فبراير 2022، وامتدّت لمسافة 135 كيلومتر. فاز بالمرحلة أنيميك فان فليوتن، وكان متصدر الترتيب العام في نهاية المرحلة أنيميك فان فليوتن، وكان المتصدر حسب ترتيب النقاط كاتارزينا نيفيادوما، وكان المتصدر في ترتيب التسلق إيريكا ماجندي، وتصدر ترتيب النقاط للشباب Silvia Zanardi ‏، وكان متصدر ترتيب الفرق 2022 FDJ Nouvelle Aquitaine Futuroscope ‏.
| التصنيف العام | التصنيف العام            | التصنيف العام | التصنيف العام             | التصنيف العام  |  |
| العداء        | العداء                   | البلد         | الفريق                    | الوقت          |  |
| ------------- | ------------------------ | ------------- | ------------------------- | -------------- |  |
| 1             | أنيميك فان فليوتن        | هولندا        | موفيستار للسيدات ‏         | 10 س 29 د 02 ث |  |
| 2             | سيسيلي أوتوب لودفيغ      | الدنمارك      | FDJ–Suez ‏                 | + 1 د 05 ث     |  |
| 3             | مارتا كافالي             | إيطاليا       | FDJ–Suez ‏                 | + 1 د 57 ث     |  |
| 4             | غريس براون               | أستراليا      | FDJ–Suez ‏                 | + 2 د 31 ث     |  |
| 5             | Ellen van Dijk           | هولندا        | Lidl–Trek (women's team) ‏ | + 2 د 34 ث     |  |
| 6             | مارغريتا فيكتوريا غارسيا | إسبانيا       | يو أي أيه تيم ‏            | + 2 د 38 ث     |  |
| 7             | Katarzyna Niewiadoma     | بولندا        | كانيون–إس آر إيه إم ‏      | + 2 د 40 ث     |  |
| 8             | Elise Chabbey ‏           | سويسرا        | كانيون–إس آر إيه إم ‏      | + 2 د 41 ث     |  |
| 9             | Silvia Zanardi ‏          | إيطاليا       | بيبينك ‏                   | + 2 د 43 ث     |  |
| 10            | جولييت لابوس             | فرنسا         | فريق سنويب للسيدات ‏       | + 2 د 46 ث     |  |

### مرحلة 4
هي مرحلة جبلية، أقيمت في 20 فبراير 2022، وامتدّت لمسافة 118 كيلومتر. فاز بالمرحلة مارتا باستيانيلي، وكان متصدر الترتيب العام في نهاية المرحلة أنيميك فان فليوتن.

## المشاركون
| موفيستار للسيدات ‏ MOV | موفيستار للسيدات ‏ MOV  | موفيستار للسيدات ‏ MOV |
| --------------------- | ---------------------- | --------------------- |
| م                     | عداء                   | مرتبة                 |
| 1                     | أنيميك فان فليوتن      | 1                     |
| 2                     | Katrine Aalerud ‏       | 13                    |
| 3                     | أليسيا غونزاليس بلانكو | 85                    |
| 4                     | سارا مارتين            | 101                   |
| 5                     | Lourdes Oyarbide ‏      | 103                   |
| 6                     | Paula Patiño ‏          | 38                    |
| 7                     | غلوريا رودريغيز        | 114                   |

| Lidl–Trek (women's team) ‏ TFS | Lidl–Trek (women's team) ‏ TFS | Lidl–Trek (women's team) ‏ TFS |
| ----------------------------- | ----------------------------- | ----------------------------- |
| م                             | عداء                          | مرتبة                         |
| 11                            | Elynor Bäckstedt ‏             | 80                            |
| 12                            | إليسا بالسامو (طريق)          | 66                            |
| 13                            | إليسا ونغو بورغيني (طريق)     | 14                            |
| 14                            | ليتيزيا باتيرنوستر            | 105                           |
| 15                            | شيرين فان أنروي               | 26                            |
| 16                            | Ellen van Dijk (طريق)         | 4                             |
| 17                            | تايلر وايلز                   | 89                            |

| فريق سنويب للسيدات ‏ DSM | فريق سنويب للسيدات ‏ DSM | فريق سنويب للسيدات ‏ DSM |
| ----------------------- | ----------------------- | ----------------------- |
| م                       | عداء                    | مرتبة                   |
| 21                      | فايفر جورجي (طريق)      | 56                      |
| 22                      | Charlotte Kool ‏         | لم يكمل السباق-3        |
| 23                      | جولييت لابوس            | 10                      |
| 24                      | ليان ليبرت              | لم يبدأ-1               |
| 25                      | فلورتجي ماكايج          | 19                      |
| 26                      | لورينا ويبيس            | 86                      |
| 27                      | فرانشيسكا كوش ‏          | 57                      |

| يو أي أيه تيم ‏ UAD | يو أي أيه تيم ‏ UAD              | يو أي أيه تيم ‏ UAD |
| ------------------ | ------------------------------- | ------------------ |
| م                  | عداء                            | مرتبة              |
| 31                 | مارغريتا فيكتوريا غارسيا (طريق) | 9                  |
| 32                 | صوفيا بيرتيزولو                 | 54                 |
| 33                 | إيريكا ماجندي                   | 22                 |
| 34                 | يوجينة بوجاك (طريق)             | 24                 |
| 35                 | Maria Novolodskaya ‏             | 44                 |
| 36                 | Anna Trevisi ‏                   | لم يكمل السباق-3   |
| 37                 | مارتا باستيانيلي                | 31                 |

| كانيون–إس آر إيه إم ‏ CSR | كانيون–إس آر إيه إم ‏ CSR | كانيون–إس آر إيه إم ‏ CSR |
| ------------------------ | ------------------------ | ------------------------ |
| م                        | عداء                     | مرتبة                    |
| 41                       | كاتارزينا نيفيادوما      | 6                        |
| 42                       | ثريا بالادين             | 18                       |
| 43                       | Pauliena Rooijakkers ‏    | 41                       |
| 44                       | سارة روي                 | 46                       |
| 45                       | ألينا أمياليوسيك         | 33                       |
| 46                       | Neve Bradbury ‏           | 47                       |
| 47                       | Elise Chabbey ‏           | 7                        |

| ليف ريسينغ ‏ LIV | ليف ريسينغ ‏ LIV          | ليف ريسينغ ‏ LIV |
| --------------- | ------------------------ | --------------- |
| م               | عداء                     | مرتبة           |
| 52              | Jeanne Korevaar ‏         | 55              |
| 53              | Tereza Neumanová ‏ (طريق) | 111             |
| 54              | Katia Ragusa ‏            | لم يبدأ-4       |
| 55              | أليسون جاكسون (طريق)     | لم يبدأ-3       |
| 56              | Silke Smulders ‏          | 65              |
| 57              | Marta Jaskulska ‏         | 50              |

| FDJ–Suez ‏ FSF | FDJ–Suez ‏ FSF       | FDJ–Suez ‏ FSF |
| ------------- | ------------------- | ------------- |
| م             | عداء                | مرتبة         |
| 61            | سيسيلي أوتوب لودفيغ | 2             |
| 62            | غريس براون          | 5             |
| 63            | مارتا كافالي        | 3             |
| 64            | برودي شابمان        | 17            |
| 65            | Victorie Guilman ‏   | 23            |
| 66            | Marie Le Net ‏       | 32            |

| جامبو فيسما للسيدات ‏ TJV | جامبو فيسما للسيدات ‏ TJV | جامبو فيسما للسيدات ‏ TJV |
| ------------------------ | ------------------------ | ------------------------ |
| م                        | عداء                     | مرتبة                    |
| 71                       | Amber Kraak ‏             | 43                       |
| 72                       | أنوسكا كوستر             | 36                       |
| 73                       | Linda Riedmann ‏          | 81                       |
| 74                       | Karlijn Swinkels ‏        | 61                       |
| 75                       | Noemi Rüegg ‏             | 39                       |
| 76                       | Teuntje Beekhuis ‏        | 82                       |

| Liv AlUla Jayco ‏ BEX | Liv AlUla Jayco ‏ BEX | Liv AlUla Jayco ‏ BEX |
| -------------------- | -------------------- | -------------------- |
| م                    | عداء                 | مرتبة                |
| 81                   | أني سانستيبان        | 11                   |
| 82                   | Ruby Roseman-Gannon ‏ | 30                   |
| 83                   | Alexandra Manly ‏     | 20                   |
| 84                   | جورجيا بيكر          | 37                   |
| 85                   | Arianna Fidanza ‏     | لم يكمل السباق-3     |
| 86                   | Teniel Campbell ‏     | 76                   |
| 87                   | نينا كيسلر           | 78                   |

| EF Education–Tibco–SVB ‏ TIB | EF Education–Tibco–SVB ‏ TIB | EF Education–Tibco–SVB ‏ TIB |
| --------------------------- | --------------------------- | --------------------------- |
| م                           | عداء                        | مرتبة                       |
| 91                          | Veronica Ewers ‏             | 12                          |
| 92                          | Emily Newsom ‏               | 74                          |
| 93                          | لورين ستيفنز (طريق)         | لم يكمل السباق-3            |
| 94                          | Kathrin Hammes ‏             | 72                          |
| 95                          | Omer Shapira ‏ (طريق)        | 27                          |
| 96                          | Sara Poidevin ‏              | 40                          |
| 97                          | Emma Langley ‏               | 77                          |

| فريق كوجياس ميتلر لوك برو للدراجات ‏ CGS | فريق كوجياس ميتلر لوك برو للدراجات ‏ CGS | فريق كوجياس ميتلر لوك برو للدراجات ‏ CGS |
| --------------------------------------- | --------------------------------------- | --------------------------------------- |
| م                                       | عداء                                    | مرتبة                                   |
| 101                                     | Ines Cantera‏                            | OTL-2                                   |
| 102                                     | Hannah Buch ‏                            | 98                                      |
| 103                                     | أولغا زابيلينسكايا                      | 52                                      |
| 104                                     | غولناز خاتونتسيفا                       | لم يكمل السباق-3                        |
| 105                                     | تمارا بالابولينا ‏                       | 59                                      |
| 106                                     | Aline Seitz ‏                            | لم يكمل السباق-3                        |
| 107                                     | ديانا كليموفا                           | OTL-2                                   |

| رالي سايكلنج ‏ HPW | رالي سايكلنج ‏ HPW  | رالي سايكلنج ‏ HPW |
| ----------------- | ------------------ | ----------------- |
| م                 | عداء               | مرتبة             |
| 111               | Nina Buijsman ‏     | لم يكمل السباق-3  |
| 112               | Barbara Malcotti ‏  | 35                |
| 113               | Marit Raaijmakers ‏ | 69                |
| 114               | Kaia Schmid ‏       | 70                |
| 115               | ليلي وليامز        | لم يبدأ-4         |
| 116               | ميكي كروجر         | 115               |

| فريق أونو إكس برو للدراجات للسيدات ‏ UXT | فريق أونو إكس برو للدراجات للسيدات ‏ UXT | فريق أونو إكس برو للدراجات للسيدات ‏ UXT |
| --------------------------------------- | --------------------------------------- | --------------------------------------- |
| م                                       | عداء                                    | مرتبة                                   |
| 121                                     | سوزان أندرسن                            | 99                                      |
| 122                                     | هانا بارنز                              | 88                                      |
| 123                                     | Anne Dorthe Ysland ‏                     | 42                                      |
| 124                                     | Joss Lowden ‏                            | لم يكمل السباق-3                        |
| 125                                     | Amalie Lutro ‏                           | OTL-2                                   |
| 126                                     | Wilma Olausson ‏                         | 48                                      |
| 127                                     | هانا لودفيغ                             | لم يبدأ-1                               |

| فالكار سيلانس ‏ VAL | فالكار سيلانس ‏ VAL     | فالكار سيلانس ‏ VAL |
| ------------------ | ---------------------- | ------------------ |
| م                  | عداء                   | مرتبة              |
| 131                | Olivia Baril ‏          | لم يكمل السباق-2   |
| 132                | Karolina Kumięga ‏      | 95                 |
| 133                | إيلينا بيروني          | لم يكمل السباق-3   |
| 134                | Alice Maria Arzuffi ‏   | 29                 |
| 135                | Federica Piergiovanni ‏ | 83                 |
| 136                | Elizabeth Stannard ‏    | 109                |
| 137                | Eleonora Gasparrini ‏   | 73                 |

| Ceratizit Pro Cycling ‏ WNT | Ceratizit Pro Cycling ‏ WNT | Ceratizit Pro Cycling ‏ WNT |
| -------------------------- | -------------------------- | -------------------------- |
| م                          | عداء                       | مرتبة                      |
| 141                        | ساندرا ألونسو              | 92                         |
| 142                        | Camilla Alessio ‏           | 21                         |
| 143                        | كاتي أرشيبالد              | لم يكمل السباق-3           |
| 144                        | ماريا جوليا كونفالونيري    | 71                         |
| 145                        | حنا نيلسون                 | 25                         |
| 146                        | Lara Vieceli ‏              | 110                        |
| 147                        | Laura Asencio ‏             | 84                         |

| فرتو-بي تي سي ‏ FAR | فرتو-بي تي سي ‏ FAR         | فرتو-بي تي سي ‏ FAR |
| ------------------ | -------------------------- | ------------------ |
| م                  | عداء                       | مرتبة              |
| 151                | Antri Christoforou ‏ (طريق) | لم يكمل السباق-3   |
| 152                | أريادنا غوتيريز            | 93                 |
| 153                | Marta Romeu ‏               | 104                |
| 154                | Marie-Soleil Blais ‏        | 118                |
| 155                | Maria Del Pilar Jimenez ‏   | لم يكمل السباق-3   |
| 156                | Claudia Garcia‏             | OTL-2              |

| بيبينك ‏ BPK | بيبينك ‏ BPK       | بيبينك ‏ BPK |
| ----------- | ----------------- | ----------- |
| م           | عداء              | مرتبة       |
| 161         | Silvia Zanardi ‏   | 8           |
| 162         | Letizia Brufani‏   | OTL-2       |
| 163         | Lara Crestanello‏  | 119         |
| 164         | Markéta Hájková ‏  | 120         |
| 165         | Nadia Quagliotto ‏ | 16          |
| 166         | Matilde Vitillo ‏  | 62          |
| 167         | Prisca Savi‏       | 87          |

| انيكات سايكلنج تيم ‏ EIC | انيكات سايكلنج تيم ‏ EIC | انيكات سايكلنج تيم ‏ EIC |
| ----------------------- | ----------------------- | ----------------------- |
| م                       | عداء                    | مرتبة                   |
| 171                     | Claudia San Justo ‏      | OTL-2                   |
| 172                     | Lija Laizāne            | 106                     |
| 173                     | Paula Soler‏             | لم يبدأ-1               |
| 174                     | Aranza Villalón ‏ (طريق) | لم يكمل السباق-4        |
| 175                     | Josefine Huitfeldt‏      | لم يكمل السباق-3        |
| 176                     | Silvia Zúñiga‏           | OTL-2                   |

| ماسي تكتيك تيم للسيدات ‏ MAT | ماسي تكتيك تيم للسيدات ‏ MAT | ماسي تكتيك تيم للسيدات ‏ MAT |
| --------------------------- | --------------------------- | --------------------------- |
| م                           | عداء                        | مرتبة                       |
| 181                         | Špela Kern ‏                 | 28                          |
| 182                         | كورينا ليتشنر               | 113                         |
| 183                         | أندريا راميريز              | 49                          |
| 184                         | Aurela Nerlo ‏               | 60                          |
| 185                         | Mireia Trias ‏               | 67                          |
| 186                         | Mireia Benito ‏              | 53                          |
| 187                         | Nathalie Eklund (cyclist) ‏  | 64                          |

| بنجوال شوفالمير ‏ BCV | بنجوال شوفالمير ‏ BCV | بنجوال شوفالمير ‏ BCV |
| -------------------- | -------------------- | -------------------- |
| م                    | عداء                 | مرتبة                |
| 191                  | Lotte Popelier‏       | لم يكمل السباق-3     |
| 192                  | Naomi de Roeck‏       | لم يكمل السباق-3     |
| 193                  | Julie Hendrickx‏      | لم يكمل السباق-3     |
| 194                  | Olha Kulynych ‏       | 108                  |
| 195                  | Danique Braam ‏       | 117                  |
| 197                  | Minke Bakker‏         | OTL-2                |

| بيزكايا دورانجو ‏ BDP | بيزكايا دورانجو ‏ BDP | بيزكايا دورانجو ‏ BDP |
| -------------------- | -------------------- | -------------------- |
| م                    | عداء                 | مرتبة                |
| 201                  | Alba Teruel Ribes ‏   | 100                  |
| 202                  | Sofia Rodríguez ‏     | 116                  |
| 203                  | Eukene Larrarte ‏     | 107                  |
| 204                  | Iris Gomez ‏          | لم يكمل السباق-3     |
| 205                  | Aileen Schweikart ‏   | 91                   |
| 206                  | Beatriz Pereira‏      | لم يكمل السباق-3     |
| 207                  | Irene Mendez‏         | لم يكمل السباق-4     |

| سوبيلا ومنز تيم ‏ SWT | سوبيلا ومنز تيم ‏ SWT | سوبيلا ومنز تيم ‏ SWT |
| -------------------- | -------------------- | -------------------- |
| م                    | عداء                 | مرتبة                |
| 211                  | Nadine Gill ‏         | 45                   |
| 212                  | Claire Steels ‏       | 51                   |
| 213                  | Alice Coutinho ‏      | 94                   |
| 214                  | Agnieta Francke‏      | OTL-2                |
| 215                  | Cristina Barrajon‏    | 123                  |
| 216                  | Naroa Fernandez ‏     | لم يكمل السباق-1     |
| 217                  | Lur Florido ‏         | لم يكمل السباق-1     |

| لابورال كوتكسا فونداسيون يوسكادي ‏ LKF | لابورال كوتكسا فونداسيون يوسكادي ‏ LKF | لابورال كوتكسا فونداسيون يوسكادي ‏ LKF |
| ------------------------------------- | ------------------------------------- | ------------------------------------- |
| م                                     | عداء                                  | مرتبة                                 |
| 221                                   | Idoia Eraso ‏                          | 58                                    |
| 222                                   | Irantzu Beloki ‏                       | لم يكمل السباق-4                      |
| 223                                   | Usoa Ostolaza ‏                        | 79                                    |
| 224                                   | Mireia Arriazu ‏                       | لم يكمل السباق-1                      |
| 225                                   | Ariana Gilabert ‏                      | 75                                    |
| 226                                   | Sandra Gutierrez‏                      | 122                                   |
| 227                                   | Elena Cuenca‏                          | OTL-2                                 |

| كامز-تيفوسي ‏ CAT | كامز-تيفوسي ‏ CAT   | كامز-تيفوسي ‏ CAT |
| ---------------- | ------------------ | ---------------- |
| م                | عداء               | مرتبة            |
| 231              | Danielle Shrosbree‏ | 96               |
| 232              | Jessica Finney ‏    | OTL-2            |
| 233              | ميجان باركر        | 112              |
| 234              | Becky Storrie ‏     | 68               |
| 235              | Katie Scott‏        | لم يكمل السباق-2 |
| 236              | Maddie Leech ‏      | 121              |
| 237              | Hayley Simmonds ‏   | لم يكمل السباق-3 |

| Cofidis Women Team ‏ COF | Cofidis Women Team ‏ COF  | Cofidis Women Team ‏ COF |
| ----------------------- | ------------------------ | ----------------------- |
| م                       | عداء                     | مرتبة                   |
| 241                     | Martina Alzini ‏          | 63                      |
| 242                     | فالنتاين فورتين          | 90                      |
| 243                     | Cédrine Kerbaol ‏         | 97                      |
| 244                     | كلارا كوبينبرج           | 15                      |
| 245                     | Sandra Levenez ‏          | 34                      |
| 246                     | Gabrielle Pilote Fortin ‏ | 102                     |
| 247                     | Olivia Onesti ‏           | OTL-2                   |

| موفيستار للسيدات ‏ MOV | موفيستار للسيدات ‏ MOV  | موفيستار للسيدات ‏ MOV |
| --------------------- | ---------------------- | --------------------- |
| م                     | عداء                   | مرتبة                 |
| 1                     | أنيميك فان فليوتن      | 1                     |
| 2                     | Katrine Aalerud ‏       | 13                    |
| 3                     | أليسيا غونزاليس بلانكو | 85                    |
| 4                     | سارا مارتين            | 101                   |
| 5                     | Lourdes Oyarbide ‏      | 103                   |
| 6                     | Paula Patiño ‏          | 38                    |
| 7                     | غلوريا رودريغيز        | 114                   |

| Lidl–Trek (women's team) ‏ TFS | Lidl–Trek (women's team) ‏ TFS | Lidl–Trek (women's team) ‏ TFS |
| ----------------------------- | ----------------------------- | ----------------------------- |
| م                             | عداء                          | مرتبة                         |
| 11                            | Elynor Bäckstedt ‏             | 80                            |
| 12                            | إليسا بالسامو (طريق)          | 66                            |
| 13                            | إليسا ونغو بورغيني (طريق)     | 14                            |
| 14                            | ليتيزيا باتيرنوستر            | 105                           |
| 15                            | شيرين فان أنروي               | 26                            |
| 16                            | Ellen van Dijk (طريق)         | 4                             |
| 17                            | تايلر وايلز                   | 89                            |

| فريق سنويب للسيدات ‏ DSM | فريق سنويب للسيدات ‏ DSM | فريق سنويب للسيدات ‏ DSM |
| ----------------------- | ----------------------- | ----------------------- |
| م                       | عداء                    | مرتبة                   |
| 21                      | فايفر جورجي (طريق)      | 56                      |
| 22                      | Charlotte Kool ‏         | لم يكمل السباق-3        |
| 23                      | جولييت لابوس            | 10                      |
| 24                      | ليان ليبرت              | لم يبدأ-1               |
| 25                      | فلورتجي ماكايج          | 19                      |
| 26                      | لورينا ويبيس            | 86                      |
| 27                      | فرانشيسكا كوش ‏          | 57                      |

| يو أي أيه تيم ‏ UAD | يو أي أيه تيم ‏ UAD              | يو أي أيه تيم ‏ UAD |
| ------------------ | ------------------------------- | ------------------ |
| م                  | عداء                            | مرتبة              |
| 31                 | مارغريتا فيكتوريا غارسيا (طريق) | 9                  |
| 32                 | صوفيا بيرتيزولو                 | 54                 |
| 33                 | إيريكا ماجندي                   | 22                 |
| 34                 | يوجينة بوجاك (طريق)             | 24                 |
| 35                 | Maria Novolodskaya ‏             | 44                 |
| 36                 | Anna Trevisi ‏                   | لم يكمل السباق-3   |
| 37                 | مارتا باستيانيلي                | 31                 |

| كانيون–إس آر إيه إم ‏ CSR | كانيون–إس آر إيه إم ‏ CSR | كانيون–إس آر إيه إم ‏ CSR |
| ------------------------ | ------------------------ | ------------------------ |
| م                        | عداء                     | مرتبة                    |
| 41                       | كاتارزينا نيفيادوما      | 6                        |
| 42                       | ثريا بالادين             | 18                       |
| 43                       | Pauliena Rooijakkers ‏    | 41                       |
| 44                       | سارة روي                 | 46                       |
| 45                       | ألينا أمياليوسيك         | 33                       |
| 46                       | Neve Bradbury ‏           | 47                       |
| 47                       | Elise Chabbey ‏           | 7                        |

| ليف ريسينغ ‏ LIV | ليف ريسينغ ‏ LIV          | ليف ريسينغ ‏ LIV |
| --------------- | ------------------------ | --------------- |
| م               | عداء                     | مرتبة           |
| 52              | Jeanne Korevaar ‏         | 55              |
| 53              | Tereza Neumanová ‏ (طريق) | 111             |
| 54              | Katia Ragusa ‏            | لم يبدأ-4       |
| 55              | أليسون جاكسون (طريق)     | لم يبدأ-3       |
| 56              | Silke Smulders ‏          | 65              |
| 57              | Marta Jaskulska ‏         | 50              |

| FDJ–Suez ‏ FSF | FDJ–Suez ‏ FSF       | FDJ–Suez ‏ FSF |
| ------------- | ------------------- | ------------- |
| م             | عداء                | مرتبة         |
| 61            | سيسيلي أوتوب لودفيغ | 2             |
| 62            | غريس براون          | 5             |
| 63            | مارتا كافالي        | 3             |
| 64            | برودي شابمان        | 17            |
| 65            | Victorie Guilman ‏   | 23            |
| 66            | Marie Le Net ‏       | 32            |

| جامبو فيسما للسيدات ‏ TJV | جامبو فيسما للسيدات ‏ TJV | جامبو فيسما للسيدات ‏ TJV |
| ------------------------ | ------------------------ | ------------------------ |
| م                        | عداء                     | مرتبة                    |
| 71                       | Amber Kraak ‏             | 43                       |
| 72                       | أنوسكا كوستر             | 36                       |
| 73                       | Linda Riedmann ‏          | 81                       |
| 74                       | Karlijn Swinkels ‏        | 61                       |
| 75                       | Noemi Rüegg ‏             | 39                       |
| 76                       | Teuntje Beekhuis ‏        | 82                       |

| Liv AlUla Jayco ‏ BEX | Liv AlUla Jayco ‏ BEX | Liv AlUla Jayco ‏ BEX |
| -------------------- | -------------------- | -------------------- |
| م                    | عداء                 | مرتبة                |
| 81                   | أني سانستيبان        | 11                   |
| 82                   | Ruby Roseman-Gannon ‏ | 30                   |
| 83                   | Alexandra Manly ‏     | 20                   |
| 84                   | جورجيا بيكر          | 37                   |
| 85                   | Arianna Fidanza ‏     | لم يكمل السباق-3     |
| 86                   | Teniel Campbell ‏     | 76                   |
| 87                   | نينا كيسلر           | 78                   |

| EF Education–Tibco–SVB ‏ TIB | EF Education–Tibco–SVB ‏ TIB | EF Education–Tibco–SVB ‏ TIB |
| --------------------------- | --------------------------- | --------------------------- |
| م                           | عداء                        | مرتبة                       |
| 91                          | Veronica Ewers ‏             | 12                          |
| 92                          | Emily Newsom ‏               | 74                          |
| 93                          | لورين ستيفنز (طريق)         | لم يكمل السباق-3            |
| 94                          | Kathrin Hammes ‏             | 72                          |
| 95                          | Omer Shapira ‏ (طريق)        | 27                          |
| 96                          | Sara Poidevin ‏              | 40                          |
| 97                          | Emma Langley ‏               | 77                          |

| فريق كوجياس ميتلر لوك برو للدراجات ‏ CGS | فريق كوجياس ميتلر لوك برو للدراجات ‏ CGS | فريق كوجياس ميتلر لوك برو للدراجات ‏ CGS |
| --------------------------------------- | --------------------------------------- | --------------------------------------- |
| م                                       | عداء                                    | مرتبة                                   |
| 101                                     | Ines Cantera‏                            | OTL-2                                   |
| 102                                     | Hannah Buch ‏                            | 98                                      |
| 103                                     | أولغا زابيلينسكايا                      | 52                                      |
| 104                                     | غولناز خاتونتسيفا                       | لم يكمل السباق-3                        |
| 105                                     | تمارا بالابولينا ‏                       | 59                                      |
| 106                                     | Aline Seitz ‏                            | لم يكمل السباق-3                        |
| 107                                     | ديانا كليموفا                           | OTL-2                                   |

| رالي سايكلنج ‏ HPW | رالي سايكلنج ‏ HPW  | رالي سايكلنج ‏ HPW |
| ----------------- | ------------------ | ----------------- |
| م                 | عداء               | مرتبة             |
| 111               | Nina Buijsman ‏     | لم يكمل السباق-3  |
| 112               | Barbara Malcotti ‏  | 35                |
| 113               | Marit Raaijmakers ‏ | 69                |
| 114               | Kaia Schmid ‏       | 70                |
| 115               | ليلي وليامز        | لم يبدأ-4         |
| 116               | ميكي كروجر         | 115               |

| فريق أونو إكس برو للدراجات للسيدات ‏ UXT | فريق أونو إكس برو للدراجات للسيدات ‏ UXT | فريق أونو إكس برو للدراجات للسيدات ‏ UXT |
| --------------------------------------- | --------------------------------------- | --------------------------------------- |
| م                                       | عداء                                    | مرتبة                                   |
| 121                                     | سوزان أندرسن                            | 99                                      |
| 122                                     | هانا بارنز                              | 88                                      |
| 123                                     | Anne Dorthe Ysland ‏                     | 42                                      |
| 124                                     | Joss Lowden ‏                            | لم يكمل السباق-3                        |
| 125                                     | Amalie Lutro ‏                           | OTL-2                                   |
| 126                                     | Wilma Olausson ‏                         | 48                                      |
| 127                                     | هانا لودفيغ                             | لم يبدأ-1                               |

| فالكار سيلانس ‏ VAL | فالكار سيلانس ‏ VAL     | فالكار سيلانس ‏ VAL |
| ------------------ | ---------------------- | ------------------ |
| م                  | عداء                   | مرتبة              |
| 131                | Olivia Baril ‏          | لم يكمل السباق-2   |
| 132                | Karolina Kumięga ‏      | 95                 |
| 133                | إيلينا بيروني          | لم يكمل السباق-3   |
| 134                | Alice Maria Arzuffi ‏   | 29                 |
| 135                | Federica Piergiovanni ‏ | 83                 |
| 136                | Elizabeth Stannard ‏    | 109                |
| 137                | Eleonora Gasparrini ‏   | 73                 |

| Ceratizit Pro Cycling ‏ WNT | Ceratizit Pro Cycling ‏ WNT | Ceratizit Pro Cycling ‏ WNT |
| -------------------------- | -------------------------- | -------------------------- |
| م                          | عداء                       | مرتبة                      |
| 141                        | ساندرا ألونسو              | 92                         |
| 142                        | Camilla Alessio ‏           | 21                         |
| 143                        | كاتي أرشيبالد              | لم يكمل السباق-3           |
| 144                        | ماريا جوليا كونفالونيري    | 71                         |
| 145                        | حنا نيلسون                 | 25                         |
| 146                        | Lara Vieceli ‏              | 110                        |
| 147                        | Laura Asencio ‏             | 84                         |

| فرتو-بي تي سي ‏ FAR | فرتو-بي تي سي ‏ FAR         | فرتو-بي تي سي ‏ FAR |
| ------------------ | -------------------------- | ------------------ |
| م                  | عداء                       | مرتبة              |
| 151                | Antri Christoforou ‏ (طريق) | لم يكمل السباق-3   |
| 152                | أريادنا غوتيريز            | 93                 |
| 153                | Marta Romeu ‏               | 104                |
| 154                | Marie-Soleil Blais ‏        | 118                |
| 155                | Maria Del Pilar Jimenez ‏   | لم يكمل السباق-3   |
| 156                | Claudia Garcia‏             | OTL-2              |

| بيبينك ‏ BPK | بيبينك ‏ BPK       | بيبينك ‏ BPK |
| ----------- | ----------------- | ----------- |
| م           | عداء              | مرتبة       |
| 161         | Silvia Zanardi ‏   | 8           |
| 162         | Letizia Brufani‏   | OTL-2       |
| 163         | Lara Crestanello‏  | 119         |
| 164         | Markéta Hájková ‏  | 120         |
| 165         | Nadia Quagliotto ‏ | 16          |
| 166         | Matilde Vitillo ‏  | 62          |
| 167         | Prisca Savi‏       | 87          |

| انيكات سايكلنج تيم ‏ EIC | انيكات سايكلنج تيم ‏ EIC | انيكات سايكلنج تيم ‏ EIC |
| ----------------------- | ----------------------- | ----------------------- |
| م                       | عداء                    | مرتبة                   |
| 171                     | Claudia San Justo ‏      | OTL-2                   |
| 172                     | Lija Laizāne            | 106                     |
| 173                     | Paula Soler‏             | لم يبدأ-1               |
| 174                     | Aranza Villalón ‏ (طريق) | لم يكمل السباق-4        |
| 175                     | Josefine Huitfeldt‏      | لم يكمل السباق-3        |
| 176                     | Silvia Zúñiga‏           | OTL-2                   |

| ماسي تكتيك تيم للسيدات ‏ MAT | ماسي تكتيك تيم للسيدات ‏ MAT | ماسي تكتيك تيم للسيدات ‏ MAT |
| --------------------------- | --------------------------- | --------------------------- |
| م                           | عداء                        | مرتبة                       |
| 181                         | Špela Kern ‏                 | 28                          |
| 182                         | كورينا ليتشنر               | 113                         |
| 183                         | أندريا راميريز              | 49                          |
| 184                         | Aurela Nerlo ‏               | 60                          |
| 185                         | Mireia Trias ‏               | 67                          |
| 186                         | Mireia Benito ‏              | 53                          |
| 187                         | Nathalie Eklund (cyclist) ‏  | 64                          |

| بنجوال شوفالمير ‏ BCV | بنجوال شوفالمير ‏ BCV | بنجوال شوفالمير ‏ BCV |
| -------------------- | -------------------- | -------------------- |
| م                    | عداء                 | مرتبة                |
| 191                  | Lotte Popelier‏       | لم يكمل السباق-3     |
| 192                  | Naomi de Roeck‏       | لم يكمل السباق-3     |
| 193                  | Julie Hendrickx‏      | لم يكمل السباق-3     |
| 194                  | Olha Kulynych ‏       | 108                  |
| 195                  | Danique Braam ‏       | 117                  |
| 197                  | Minke Bakker‏         | OTL-2                |

| بيزكايا دورانجو ‏ BDP | بيزكايا دورانجو ‏ BDP | بيزكايا دورانجو ‏ BDP |
| -------------------- | -------------------- | -------------------- |
| م                    | عداء                 | مرتبة                |
| 201                  | Alba Teruel Ribes ‏   | 100                  |
| 202                  | Sofia Rodríguez ‏     | 116                  |
| 203                  | Eukene Larrarte ‏     | 107                  |
| 204                  | Iris Gomez ‏          | لم يكمل السباق-3     |
| 205                  | Aileen Schweikart ‏   | 91                   |
| 206                  | Beatriz Pereira‏      | لم يكمل السباق-3     |
| 207                  | Irene Mendez‏         | لم يكمل السباق-4     |

| سوبيلا ومنز تيم ‏ SWT | سوبيلا ومنز تيم ‏ SWT | سوبيلا ومنز تيم ‏ SWT |
| -------------------- | -------------------- | -------------------- |
| م                    | عداء                 | مرتبة                |
| 211                  | Nadine Gill ‏         | 45                   |
| 212                  | Claire Steels ‏       | 51                   |
| 213                  | Alice Coutinho ‏      | 94                   |
| 214                  | Agnieta Francke‏      | OTL-2                |
| 215                  | Cristina Barrajon‏    | 123                  |
| 216                  | Naroa Fernandez ‏     | لم يكمل السباق-1     |
| 217                  | Lur Florido ‏         | لم يكمل السباق-1     |

| لابورال كوتكسا فونداسيون يوسكادي ‏ LKF | لابورال كوتكسا فونداسيون يوسكادي ‏ LKF | لابورال كوتكسا فونداسيون يوسكادي ‏ LKF |
| ------------------------------------- | ------------------------------------- | ------------------------------------- |
| م                                     | عداء                                  | مرتبة                                 |
| 221                                   | Idoia Eraso ‏                          | 58                                    |
| 222                                   | Irantzu Beloki ‏                       | لم يكمل السباق-4                      |
| 223                                   | Usoa Ostolaza ‏                        | 79                                    |
| 224                                   | Mireia Arriazu ‏                       | لم يكمل السباق-1                      |
| 225                                   | Ariana Gilabert ‏                      | 75                                    |
| 226                                   | Sandra Gutierrez‏                      | 122                                   |
| 227                                   | Elena Cuenca‏                          | OTL-2                                 |

| كامز-تيفوسي ‏ CAT | كامز-تيفوسي ‏ CAT   | كامز-تيفوسي ‏ CAT |
| ---------------- | ------------------ | ---------------- |
| م                | عداء               | مرتبة            |
| 231              | Danielle Shrosbree‏ | 96               |
| 232              | Jessica Finney ‏    | OTL-2            |
| 233              | ميجان باركر        | 112              |
| 234              | Becky Storrie ‏     | 68               |
| 235              | Katie Scott‏        | لم يكمل السباق-2 |
| 236              | Maddie Leech ‏      | 121              |
| 237              | Hayley Simmonds ‏   | لم يكمل السباق-3 |

| Cofidis Women Team ‏ COF | Cofidis Women Team ‏ COF  | Cofidis Women Team ‏ COF |
| ----------------------- | ------------------------ | ----------------------- |
| م                       | عداء                     | مرتبة                   |
| 241                     | Martina Alzini ‏          | 63                      |
| 242                     | فالنتاين فورتين          | 90                      |
| 243                     | Cédrine Kerbaol ‏         | 97                      |
| 244                     | كلارا كوبينبرج           | 15                      |
| 245                     | Sandra Levenez ‏          | 34                      |
| 246                     | Gabrielle Pilote Fortin ‏ | 102                     |
| 247                     | Olivia Onesti ‏           | OTL-2                   |

## التصنيف العام النهائي
| التصنيف العام | التصنيف العام            | التصنيف العام | التصنيف العام             | التصنيف العام  |  |
| العداء        | العداء                   | البلد         | الفريق                    | الوقت          |  |
| ------------- | ------------------------ | ------------- | ------------------------- | -------------- |  |
| 1             | أنيميك فان فليوتن        | هولندا        | موفيستار للسيدات ‏         | 13 س 25 د 30 ث |  |
| 2             | سيسيلي أوتوب لودفيغ      | الدنمارك      | FDJ–Suez ‏                 | + 1 د 00 ث     |  |
| 3             | مارتا كافالي             | إيطاليا       | FDJ–Suez ‏                 | + 1 د 57 ث     |  |
| 4             | Ellen van Dijk           | هولندا        | Lidl–Trek (women's team) ‏ | + 2 د 29 ث     |  |
| 5             | غريس براون               | أستراليا      | FDJ–Suez ‏                 | + 2 د 29 ث     |  |
| 6             | Katarzyna Niewiadoma     | بولندا        | كانيون–إس آر إيه إم ‏      | + 2 د 35 ث     |  |
| 7             | Elise Chabbey ‏           | سويسرا        | كانيون–إس آر إيه إم ‏      | + 2 د 36 ث     |  |
| 8             | Silvia Zanardi ‏          | إيطاليا       | بيبينك ‏                   | + 2 د 38 ث     |  |
| 9             | مارغريتا فيكتوريا غارسيا | إسبانيا       | يو أي أيه تيم ‏            | + 2 د 38 ث     |  |
| 10            | جولييت لابوس             | فرنسا         | فريق سنويب للسيدات ‏       | + 2 د 46 ث     |  |

### تصنيف النقاط
| تصنيف النقاط | تصنيف النقاط            | تصنيف النقاط | تصنيف النقاط              | تصنيف النقاط |  |
| العداء       | العداء                  | البلد        | الفريق                    | النقاط       |  |
| ------------ | ----------------------- | ------------ | ------------------------- | ------------ |  |
| 1            | Karlijn Swinkels ‏       | هولندا       | جامبو فيسما للسيدات ‏      | 10 نقطة      |  |
| 2            | Katarzyna Niewiadoma    | بولندا       | كانيون–إس آر إيه إم ‏      | 5 نقطة       |  |
| 3            | إيريكا ماجندي           | إيطاليا      | يو أي أيه تيم ‏            | 5 نقطة       |  |
| 4            | Lija Laizāne            | لاتفيا       | انيكات سايكلنج تيم ‏       | 5 نقطة       |  |
| 5            | غريس براون              | أستراليا     | FDJ–Suez ‏                 | 3 نقطة       |  |
| 6            | شيرين فان أنروي         | هولندا       | Lidl–Trek (women's team) ‏ | 3 نقطة       |  |
| 7            | ماريا جوليا كونفالونيري | إيطاليا      | Ceratizit Pro Cycling ‏    | 3 نقطة       |  |
| 8            | Linda Riedmann ‏         | ألمانيا      | جامبو فيسما للسيدات ‏      | 3 نقطة       |  |
| 9            | جولييت لابوس            | فرنسا        | فريق سنويب للسيدات ‏       | 1 نقطة       |  |
| 10           | أنوسكا كوستر            | هولندا       | جامبو فيسما للسيدات ‏      | 1 نقطة       |  |

### تصنيف الجبال
| تصنيف الجبال | تصنيف الجبال             | تصنيف الجبال | تصنيف الجبال         | تصنيف الجبال |  |
| العداء       | العداء                   | البلد        | الفريق               | النقاط       |  |
| ------------ | ------------------------ | ------------ | -------------------- | ------------ |  |
| 1            | إيريكا ماجندي            | إيطاليا      | يو أي أيه تيم ‏       | 26 نقطة      |  |
| 2            | أنيميك فان فليوتن        | هولندا       | موفيستار للسيدات ‏    | 22 نقطة      |  |
| 3            | مارتا كافالي             | إيطاليا      | FDJ–Suez ‏            | 19 نقطة      |  |
| 4            | سيسيلي أوتوب لودفيغ      | الدنمارك     | FDJ–Suez ‏            | 13 نقطة      |  |
| 5            | مارغريتا فيكتوريا غارسيا | إسبانيا      | يو أي أيه تيم ‏       | 11 نقطة      |  |
| 6            | غريس براون               | أستراليا     | FDJ–Suez ‏            | 8 نقطة       |  |
| 7            | Katarzyna Niewiadoma     | بولندا       | كانيون–إس آر إيه إم ‏ | 6 نقطة       |  |
| 8            | Elise Chabbey ‏           | سويسرا       | كانيون–إس آر إيه إم ‏ | 5 نقطة       |  |
| 9            | Marie Le Net ‏            | فرنسا        | FDJ–Suez ‏            | 4 نقطة       |  |
| 10           | Nadine Gill ‏             | ألمانيا      | سوبيلا ومنز تيم ‏     | 3 نقطة       |  |

## تصانيف فرعية

### تصنيف أفضل شاب
| تصنيف أفضل شاب | تصنيف أفضل شاب      | تصنيف أفضل شاب | تصنيف أفضل شاب                      | تصنيف أفضل شاب |  |
| العداء         | العداء              | البلد          | الفريق                              | الوقت          |  |
| -------------- | ------------------- | -------------- | ----------------------------------- | -------------- |  |
| 1              | Silvia Zanardi ‏     | إيطاليا        | بيبينك ‏                             | 13 س 28 د 08 ث |  |
| 2              | Camilla Alessio ‏    | إيطاليا        | Ceratizit Pro Cycling ‏              | + 2 د 28 ث     |  |
| 3              | شيرين فان أنروي     | هولندا         | Lidl–Trek (women's team) ‏           | + 3 د 49 ث     |  |
| 4              | Marie Le Net ‏       | فرنسا          | FDJ–Suez ‏                           | + 12 د 07 ث    |  |
| 5              | Barbara Malcotti ‏   | إيطاليا        | رالي سايكلنج ‏                       | + 14 د 31 ث    |  |
| 6              | Noemi Rüegg ‏        | سويسرا         | جامبو فيسما للسيدات ‏                | + 18 د 44 ث    |  |
| 7              | Anne Dorthe Ysland ‏ | النرويج        | فريق أونو إكس برو للدراجات للسيدات ‏ | + 19 د 31 ث    |  |
| 8              | Neve Bradbury ‏      | أستراليا       | كانيون–إس آر إيه إم ‏                | + 21 د 56 ث    |  |
| 9              | Wilma Olausson ‏     | السويد         | فريق أونو إكس برو للدراجات للسيدات ‏ | + 22 د 17 ث    |  |
| 10             | Marta Jaskulska ‏    | بولندا         | ليف ريسينغ ‏                         | + 23 د 58 ث    |  |